# Heinrich von der Lahr
Heinrich von der Lahr (* 7. Oktober 1734 in Berlin; † 17. Oktober 1816 in Neisse) war ein preußischer Generalleutnant des Mineurkorps in Neisse. Er war Autor des Mineurreglement von 1795 sowie mehrere Bücher zum Thema Minenkrieg, die aus Geheimhaltungsgründen damals nicht öffentlich gemacht wurden.

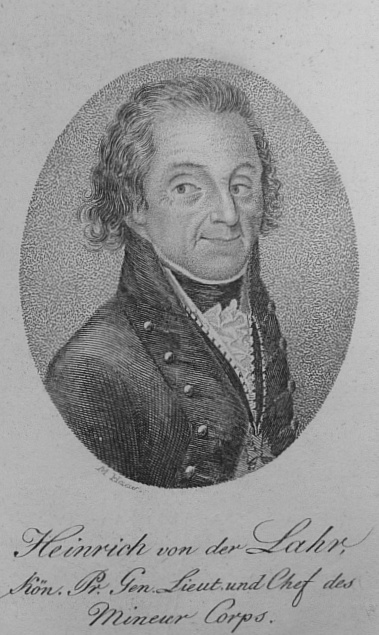
Heinrich von der Lahr (um 1800)

## Leben

### Herkunft
Er entstammt der ursprünglich holländischen Familie von der Lahr. Sein Großvater war der preußische General Peter du Moulin, seine Eltern der Kaufmann Gottfried von der Lahr aus Frankfurt am Main und dessen Ehefrau, eine geborene von Frey-Altenhoven.

### Militärlaufbahn
Lahr ging auf die Berliner Realschule und lernte dann Kaufmann in Frankfurt am Main. Auf Betreiben seines Großvaters kam er zu den Kadetten in Berlin. 1751 wurde er Ingenieur-Anwärter (Dessinateur) bei Major Balbi in Potsdam. Am 30. August 1755 wurde er zum Kondukteur der Ingenieure ernannt. Mit Beginn des Siebenjährigen Krieges kam Lahr zur Armee des Herzogs Ferdinand von Braunschweig-Wolfenbüttel. Dieser schickte ihn 1757 nach Magdeburg, um die Festung verteidigungsbereit zu machen. In dieser Zeit unterrichtete er auch den Prinzen von Preußen im Festungsbau und topographischer Landaufnahme. 1758 wurde Lahr zur Belagerung von Olmütz und Verteidigung von Neisse kommandiert. Am 12. April 1758 wurde er Sekondeleutnant in der Mineurkompanie des Pionierregiments Nr. 49. Im Jahr 1760 war er Adjutant beim Ingenieurmajor Lefebvre in Neisse, geriet aber am 26. Juli 1760 bei der Kapitulation in Glatz in Gefangenschaft, aus der er 1763 entlassen wurde. Er wurde zunächst nach Silberberg, dann nach Glatz, schließlich nach Schweidnitz versetzt und am 10. Oktober 1773 zum Stabskapitän befördert.
Im Bayerischen Erbfolgekrieg war er mit einem Detachement Mineurs mit der Strengung und Anlage von Straßen und Verhauen beschäftigt. 1780 schrieb er eine Abhandlung über die Anwendung von Minen im Belagerungskrieg, die er dem König überreichte. Am 31. August 1782 wurde er Kapitän und Kompaniechef im Mineurkorps in Neisse. Dort avancierte er am 9. November 1786 Major sowie am 16. Juni 1789 zum Oberstleutnant und Kommandeur des Mineurkorps. Am 20. Mai 1791 wurde er mit Patent vom 8. Juni 1791 zum Oberst befördert. Während des Ersten Koalitionskrieges wurde Lahr zur Belagerung von Mainz beordert. Die Festung wurde nach seinen Plänen belagert, dafür erhielt er den Orden Pour le Mérite. Am 23. Juli 1793 wurde er zum Generalmajor befördert. Lahr blieb in Mainz bis 1795, um die Festungswerke in Stand zu setzen. Nach dem Krieg am 5. Februar 1795 kam er wieder nach Neisse und erhielt eine Zulage von 1000 Talern. Am 20. Mai 1799 wurde er zum Generalleutnant befördert, zudem erhielt er im September 1804 den Roten Adlerorden. Im Vierten Koalitionskrieg sollte er nicht mehr ausrücken, mit dem Vorstoß der Franzosen nach Preußen, musste er doch bei der Verteidigung von Neisse kämpften. Dennoch kapitulierte die Festung am 16. Juni 1807. So geriet auch Lahr in Gefangenschaft. Ab dem 1. August 1807 erhielt er wie alle nur noch sein halbes Gehalt.
Eine Bitte um Wiederanstellung am 27. April 1809 wurde abgelehnt, auch weil das Mineurkorps jetzt zu den Pioniertruppen gekommen war. Nach dem Krieg wurde er am 22. Oktober 1810 demittiert. Dazu erhielt er eine Pension von 1200 Talern, wovon aber nur die Hälfte ausgezahlt wurde. Da Lahr aber ein großes Ansehen im Ingenieurkorps hatte, erhielt er am 27. Januar 1811 den Auftrag den praktischen Unterricht für Mineure auszuarbeiten. Erst 1815 erhielt er wieder seine volle Pension und dazu eine Zulage von 300 Talern. Er starb am 17. Oktober 1816 in Neisse.

### Familie
Lahr heiratete im Februar 1778 Christiane Eleonore Schenk (1760–1797).